# Міттельбрунн
Міттельбрунн (нім. Mittelbrunn) — громада в Німеччині, розташована в землі Рейнланд-Пфальц. Входить до складу району Кайзерслаутерн. Складова частина об'єднання громад Ландштуль.
Площа — 8,97 км2. Населення становить 722 ос. (станом на 31 грудня 2020).

## Галерея

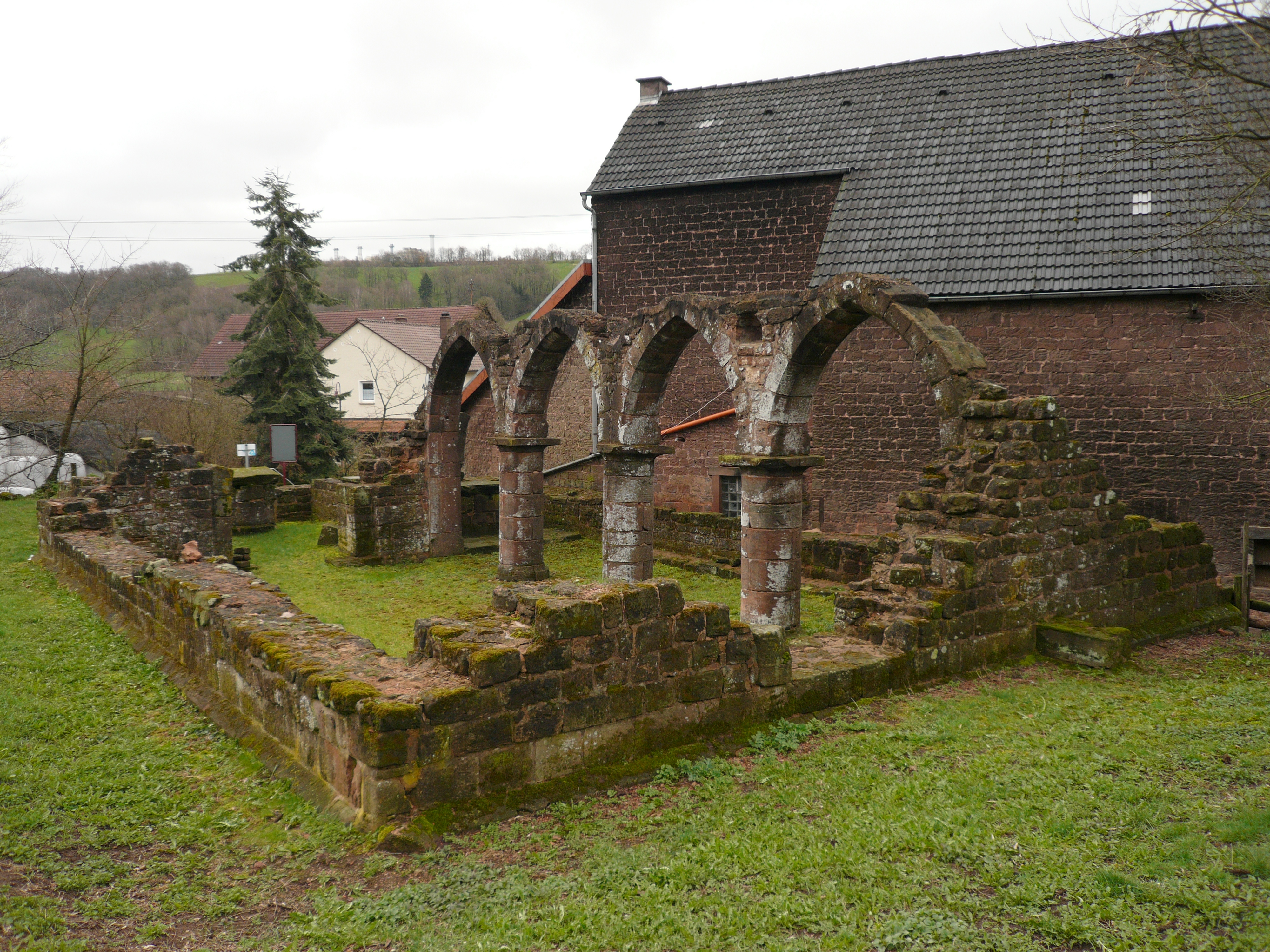